# Matthew Otten
Matthew Otten (8 december 1981) is een Amerikaans-Nederlands professioneel basketballer.
Van 2009 tot 2011 speelde Otten voor de GasTerra Flames uit Groningen, waar hij gehaald werd als Nederlandse speler. Met Groningen won hij de NBB-Beker (2011) en het landskampioenschap (2010). Na een jaar in Engeland voor Mersey Tigers gespeeld te hebben, tekende Otten in 2012 een contract bij Rotterdam Basketbal College. Bij Rotterdam groeide Otten in 3 seizoenen uit tot een van de dragende spelers van het team en beëindigde hij zijn carrière in 2015.
Na zijn spelersloopbaan werd Matthew Otten aan de vooravond van het seizoen 2015-2016 gevraagd bij Den Bosch als assistent coach te starten naast Sam Jones, waarmee in het Nederlands team had samengespeeld en een goede vriendschap opgebouwd. Hier zou hij 2 seizoenen werken. Na deze jaren, werd Otten gevraagd als Head of Academy bij TBG Dragons te Nijmegen en werd hij verantwoordelijk voor de jeugdlijn van deze club met eredivisieteams in de leeftijden van U12 tot en met U21.  

## Erelijst
- Dutch Basketball League (1): 2010
- NBB-Beker (1): 2011

## Links
- DBL Profiel